# Vittorio Emanuele Borsi di Parma
Vittorio Emanuele Borsi di Parma (La Spezia, 1911 – Nervesa della Battaglia, 30 settembre 2005) è stato un generale italiano, Comandante generale della Guardia di Finanza dal 1972 al 1974.

## Biografia
Vittorio Emanuele Borsi di Parma, entrò a far parte come allievo dell'Accademia militare di Modena,  uscendone col grado di sottotenente di fanteria,
Prese parte alla seconda guerra mondiale in Africa orientale e in Africa settentrionale per le quali ricevette una medaglia d'argento al valor militare, quattro di bronzo e una croce di guerra al valor militare.
Nel dopoguerra prestò servizio, dal 1948 al 1950, presso lo stato maggiore dell'Esercito con il grado di maggiore. Avanzato al grado di tenente colonnello, fu inviato presso il comando della divisione "Folgore" e poi passò alla divisione "Legnano". Promosso colonnello nel 1957 sino al 1958 ebbe il comando del 114º Reggimento di fanteria "Mantova" e quindi venne messo a capo dell'ufficio addestramento dello stato maggiore dell'Esercito.
Nominato generale di brigata nel 1960, divenne comandante della fanteria della divisione "Mantova" e dal 1961 venne nominato capo di stato maggiore del comando della 3ª Armata. Promosso quindi generale di divisione nel 1964, fu comandante della divisione "Legnano" e dal 1966 fu vice comandante della regione militare nord-orientale. Generale di corpo d'armata nel 1968, fu comandante della scuola di guerra, poi comandante del V Corpo d'armata.
Dal settembre 1972 al luglio 1974 fu comandante generale della Guardia di Finanza.
Sotto il suo comando, la Guardia di Finanza si è impegnata in un notevole sforzo di rinnovamento di strutture, di metodi e di mentalità.
Nel 1972 il Conte Borsi, Comandante Generale della Guardia di Finanza riceve l'onorificenza di Cavaliere di Gran Croce dell'Ordine Militare del SS. Salvatore e di S. Brigida di Svezia.